# The Michael J. Fox Show
The Michael J. Fox Show est une série télévisée américaine en 22 épisodes de 23 minutes créée par Sam Laybourne et Will Gluck dont seulement quinze épisodes ont été diffusés entre le 26 septembre 2013, et le 23 janvier 2014 sur le réseau NBC et au Canada sur le réseau Global. Les épisodes restants n'ont été diffusés qu'en Australie.
Cette série est inédite dans tous les pays francophones.

## Synopsis
Mike Henry est un ancien animateur de télévision, aujourd'hui père de famille atteint de la maladie de Parkinson. Après la découverte d'un traitement, il décide de reprendre l'antenne. Il doit gérer ce nouveau challenge professionnel sans négliger sa vie de famille et son combat contre la maladie…

## Distribution

### Acteurs principaux
- Michael J. Fox : Michael « Mike » Henry
- Betsy Brandt : Annie Henry
- Conor Romero : Ian Henry
- Juliette Goglia : Eve Henry
- Jack Gore : Graham Henry
- Katie Finneran : Leigh Henry
- Wendell Pierce : Harris Green
- Ana Nogueira (en) : Kay Costa (épisodes 1 à 13)

### Acteurs récurrents et invités
- Jason Kravits : Doug (7 épisodes)
- Anne Heche : Susan Rodriguez-Jones (5 épisodes)
- Brooke Shields : Deborah (4 épisodes)
- Matt Lauer : lui-même (épisode 1)
- Savannah Guthrie (en) : elle-même (épisode 1)
- Al Roker (en) : lui-même (épisode 1)
- James Martinez (en) : Mr Diaz (épisode 1)
- Tracy Pollan : Kelly (épisode 2)
- Todd Barry (en) : Security Guard (épisode 3)
- Greg Abbey (en) : Coach Greg (épisode 4)
- Victor Williams : Todd (épisode 5)
- Craig Bierko : Bill (épisodes 6 et 17)
- Jason Jones (en) : Chaz Garrity (épisode 7)
- Chris Christie : lui-même (épisode 8)
- Candice Bergen : Beth Henry, mère de Mike (épisode 10)
- Charles Grodin : Steve Henry, père de Mike (épisode 10)
- Sting : lui-même (épisode 11)
- Ira Coleman : lui-même (épisode 11)
- J. B. Adams (en) : Chris (épisode 11)
- Vandit Bhatt (en) : Kevin (épisode 11)
- Malcolm-Jamal Warner : Russell (épisode 12)
- Domenick Lombardozzi : Ted (épisode 12)
- David Furr (en) : Andy, le portier (épisodes 13 et 21)
- Richard Kind : Mr Norwood (épisode 13)
- Fred Weller (en) : Will (épisode 14)
- Ali Wentworth : Trista (épisode 14)
- Peter Vack : Andreas (épisode 14)
- Jackie Hoffman : Pageant Coordinator (épisode 15)
- Tom Degnan (en) : Handyman (épisode 15)
- Kevin Carolan (en) : Carnival Guesser (épisode 16)
- Jake Lacy : Scott (épisode 16)
- Samantha Bee : Dr Young (épisode 16)
- Matt Braunger (en) : Dennis (épisodes 17 et 20)
- Peter Hermann : Jeremy (épisode 17)
- Ravi Patel : Ranesh (épisode 17)
- Rob Delaney : Clete Matthews (épisode 18)
- Christopher Lloyd : Principal McTavish (épisode 19)
- Ben Koldyke (en) : Brandon (épisode 20)
- Colby Minifie : Margot (épisode 21)
- Justin Long : Zach (épisode 22)
- Kathie Lee Gifford : elle-même (épisode 22)

## Fiche technique
- Réalisateur du pilote : Will Gluck
- Producteurs délégués : Alex Reid, Richard Schwartz, Sam Laybourne et Will Gluck
- Sociétés de production : Olive Bridge Entertainment et Sony Pictures Television

## Développement

### Production
Le 20 août 2012, NBC a commandé directement 22 épisodes et lui a attribué le 12 mai 2013 la case horaire du jeudi à 21 h 30 à l'automne.
Le 5 février 2014, NBC décide de remplacer la case horaire du jeudi pour l'émission Hollywood Game Night, annulant la série. Les épisodes restants, dont la production venait de terminer le tournage des 22 épisodes, étaient initialement prévus pour être diffusés au printemps. Elles ont été diffusées en Australie en mars et avril 2014.
Le 11 mai 2014, la série est officiellement annulée.

### Casting
Les rôles ont été attribués dans cet ordre : Michael J. Fox, Wendell Pierce, Katie Finneran, Conor Romero et Jack Gore, Betsy Brandt, Juliette Goglia et Ana Nogueira (en).
Parmi les acteurs récurrents et invités : Anne Heche, Chris Christie, Candice Bergen et Charles Grodin, Sting et Brooke Shields.

## Épisodes
| № | Titre        | Réalisation            | Scénario                                                            | Première diffusion       | Audience (millions) |
| --- | ------------ | ---------------------- | ------------------------------------------------------------------- | ------------------------ | ------------------- |
| 1 | Pilot        | Will Gluck             | Histoire: Sam Laybourne et Will Gluck Mise en scène : Sam Laybourne | 26 septembre 2013        | 7,5                 |
| Après avoir quitté son travail de présentateur pour se concentrer sur sa maladie et passer plus de temps avec sa famille, Mike Henry accepte de reprendre du service. Sa fille, Eve, fait un projet vidéo comparant le livre The Grapes of Wrath au retour de son père dans le domaine professionnel. |              |                        |                                                                     |                          |                     |
| 2 | Neighbor     | Victor Nelli Jr. (en)  | Lon Zimmet et Dan Rubin                                             | 26 septembre 2013        | 7,5                 |
| Mike a le béguin pour sa nouvelle voisine du dessus Kelly (Tracy Pollan), une femme récemment divorcée. Eve tente de devenir la meilleure amie d'une fille qu'elle croit lesbienne. Leigh prétend que Graham est son fils dans le but de tisser des liens avec les autres mères.                      |              |                        |                                                                     |                          |                     |
| 3 | Art          | Andrew Fleming         | Amy Aniobi                                                          | 3 octobre 2013           | 5,35                |
| 4 | Hobbies      | Scott Ellis (en)       | Sam Laybourne                                                       | 10 octobre 2013          | 3,86                |
| 5 | Interns      | Michael Patrick Jann   | Emily Cutler                                                        | 17 octobre 2013          | 3,56                |
| 6 | Teammates    | John Fortenberry       | Ben Wexler                                                          | 24 octobre 2013          | 3,76                |
| 7 | Golf         | Fred Savage            | Annie Mebane et Steve Basilone                                      | 31 octobre 2013          | 3,34                |
| 8 | Bed Bugs     | Wendey Stanzler        | Alex Reid (en)                                                      | 7 novembre 2013          | 3,45                |
| 9 | Homecoming   | Tristram Shapeero (en) | Maggie Bandur (en)                                                  | 14 novembre 2013         | 2,53                |
| 10 | Thanksgiving | Alex Reid              | Paul Mather                                                         | 21 novembre 2013         | 2,89                |
| 11 | Christmas    | Todd Holland           | Ben Wexler                                                          | 12 décembre 2013         | 3                   |
| 12 | Party        | Eric Appel (en)        | Lelia Strachan                                                      | 2 janvier 2014           | 2,5                 |
| 13 | Secret       | Michael Zinberg        | Lon Zimmet et Dan Rubin                                             | 9 janvier 2014           | 3,11                |
| 14 | Couples      | Ken Whittingham        | Maggie Bandur                                                       | 16 janvier 2014          | 1,99                |
| 15 | Sochi        | Andrew Fleming         | Paul Mather                                                         | 23 janvier 2014          | 2,18                |
| 16 | Surprise!    | Jamie Sheridan         | Steve Basilone et Annie Mebane                                      | 12 mars 2014 (Australie) |                     |
| 17 | Co-op        | Michael McDonald       | Leila Strachan                                                      | 19 mars 2014             |                     |
| 18 | Biking       | Andrew Fleming         | Amy Aniobi                                                          | 26 mars 2014             |                     |
| 19 | Health       | John Fortenberry       | Laura Kittrell                                                      | 2 avril 2014             |                     |
| 20 | Brandon      | Scott Ellis            | Sam Laybourne et Kristen Lange                                      | 9 avril 2014             |                     |
| 21 | Dinner       | Victor Nelli Jr.       | Lon Zimmet et Dan Rubi                                              | 16 avril 2014            |                     |
| 22 | Changes      | Andrew Fleming         | Sam Laybourne et Alex Reid                                          | 23 avril 2014            |                     |

## Accueil
Les deux premiers épisodes, diffusés le même soir, ont attiré 7,5 millions de téléspectateurs américains, et 1,216 million au Canada. Le troisième épisode n'a été vu que par 767 000 téléspectateurs canadiens.